# Ion (Iowa)
Pour les articles homonymes, voir Ion (homonymie).
Ion est une communauté non constituée en municipalité, du comté d'Allamakee en Iowa, aux États-Unis.
Le bureau de poste est inauguré en 1855 et fermé en 1906.